# 蛯子末次郎
蛯子 末次郎（えびこ すえじろう、天保13年12月27日（1843年1月27日） - 大正元年（1912年）8月29日）は、幕末から明治期の日本の航海者。函館大経・深瀬鴻堂と共に「函館三士」と称される。

## 来歴

蛯子末次郎考案の開拓使旗（北辰旗）

天保13年12月27日（1843年1月27日）、箱館に生まれる。箱館の諸術調所で蘭学者・武田斐三郎より航海術を学び、箱館奉行企画の黒竜江出貿易及び上海出貿易航海で測量方を務めた。
大政奉還後の明治5年（1872年）正月、開拓使御用掛に任ぜられ「樺戸丸」の船長となる。その際に開拓長官・黒田清隆の指示で航海に際しての旗印として夜空に赤く光る北極星をイメージした「北辰旗」をデザインし、この旗印は1882年まで開拓使のシンボルとして使用された。明治5年（1872年）8月、ロシア帝国との樺太・千島交換条約締結のため樺太へ巡航。明治9年（1876年）、黒田が特命全権弁理大臣を命ぜられた際に朝鮮・江華府へ巡航する。
明治10年（1877年）、西南戦争の勃発に際し黒田参戦のため「矯龍丸」船長として九州へ巡航。明治14年（1881年）8月、明治天皇の北海道行幸に際して玄武丸の運漕事務を所掌する。翌明治15年（1882年）2月、農商務省御用掛に任ぜられた後は逓信省司検官を経て明治31年（1898年）4月に逓信技師となり、明治34年（1901年）に退官した。
大正元年（1912年）に死去。享年69。

## 栄典
- 1898年（明治31年）12月28日 - 勲四等瑞宝章[2]